# Центр океанических исследований имени Гельмгольца
Центр океанических исследований имени Гельмгольца (нем. Helmholtz-Zentrum für Ozeanforschung, GEOMAR) — научно-исследовательский институт в Европейском союзе.
Центр — одно из ведущих мировых учреждений в области морских исследований. Задача института — изучение химических, физических, биологических и геологических процессов в океане и их взаимодействия с морским дном и атмосферой.

## История

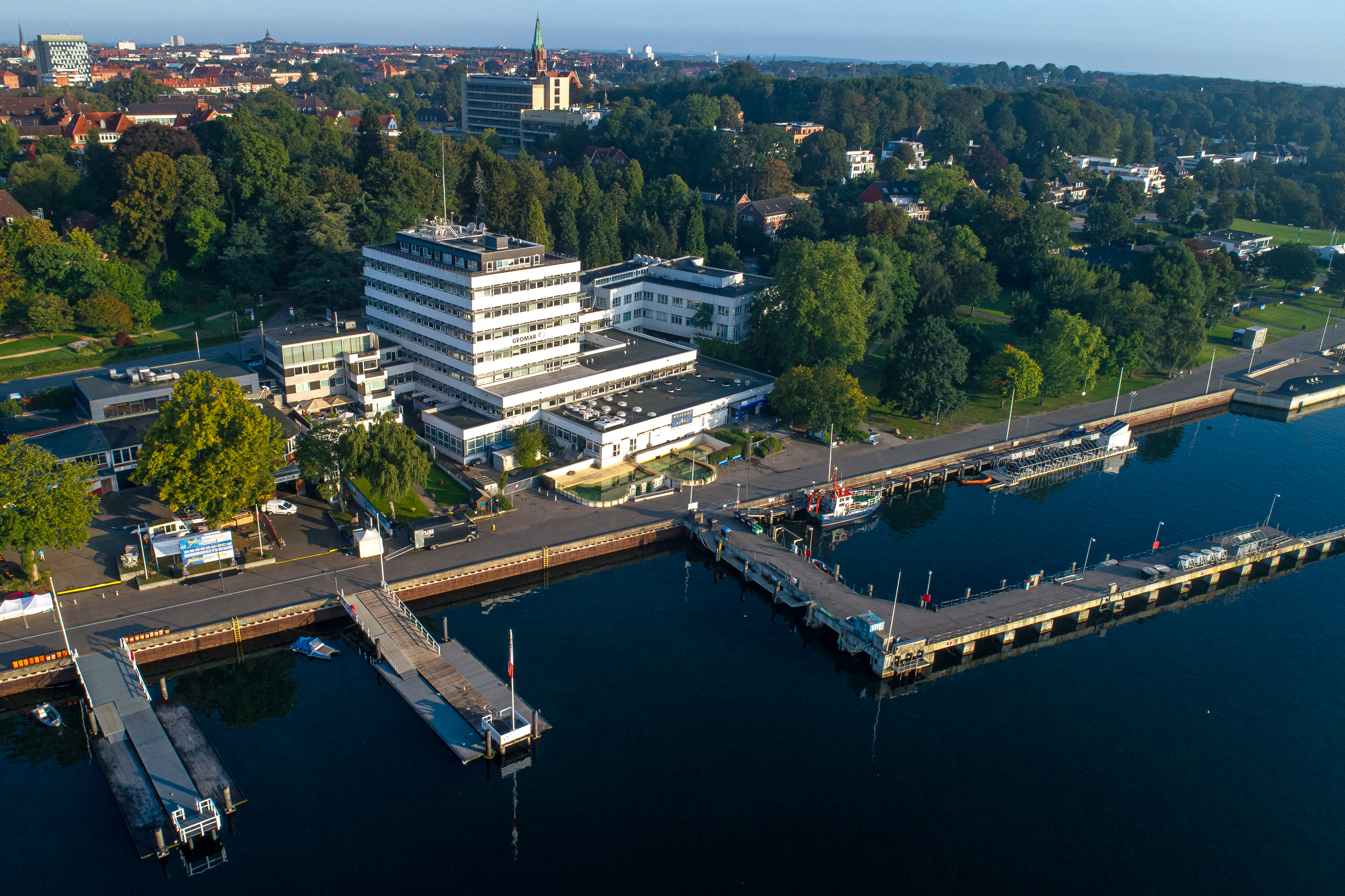
Аэрофотоснимок центра на западном берегу Кильского фьорда

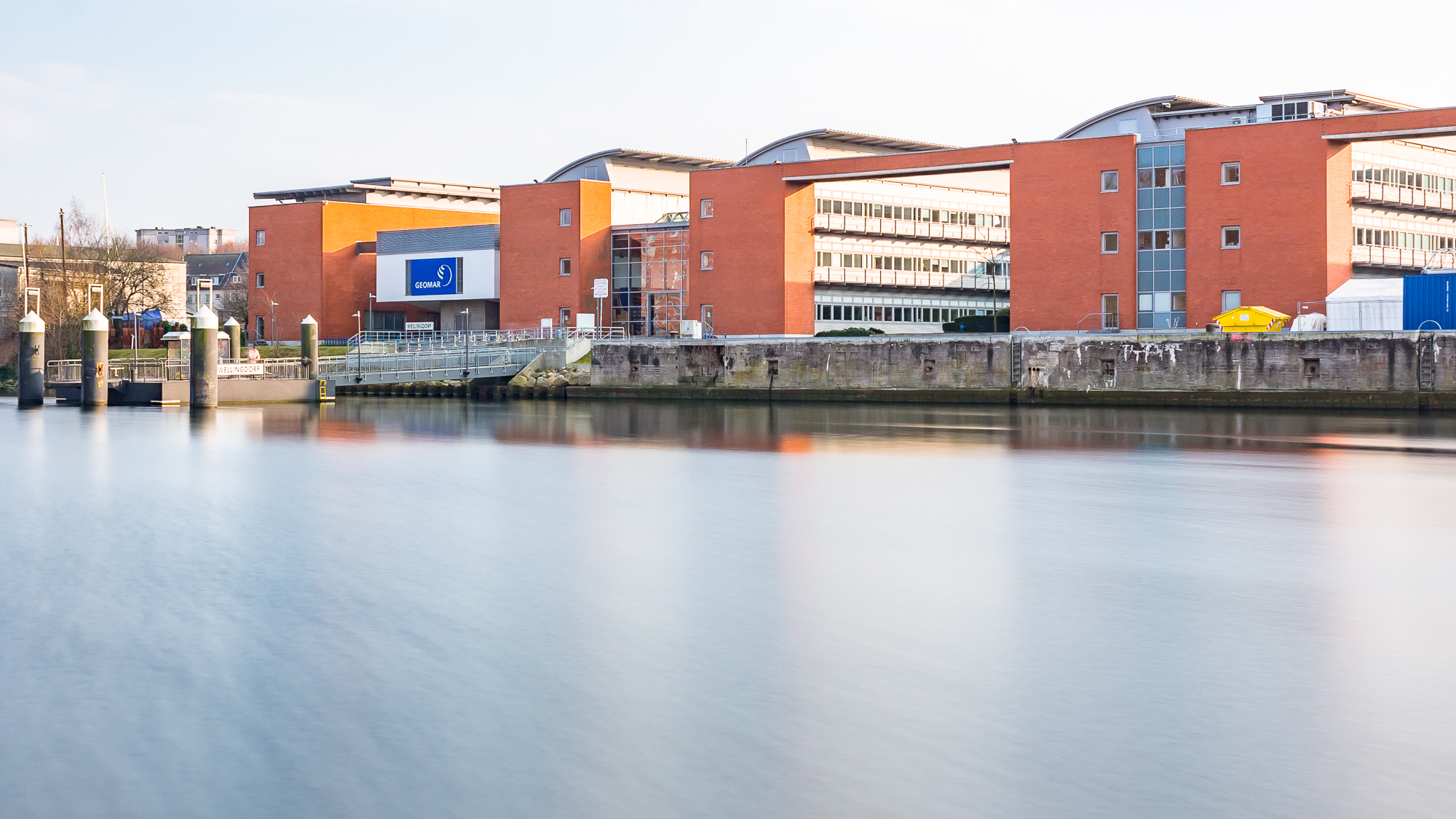
Вид центра на восточном берегу

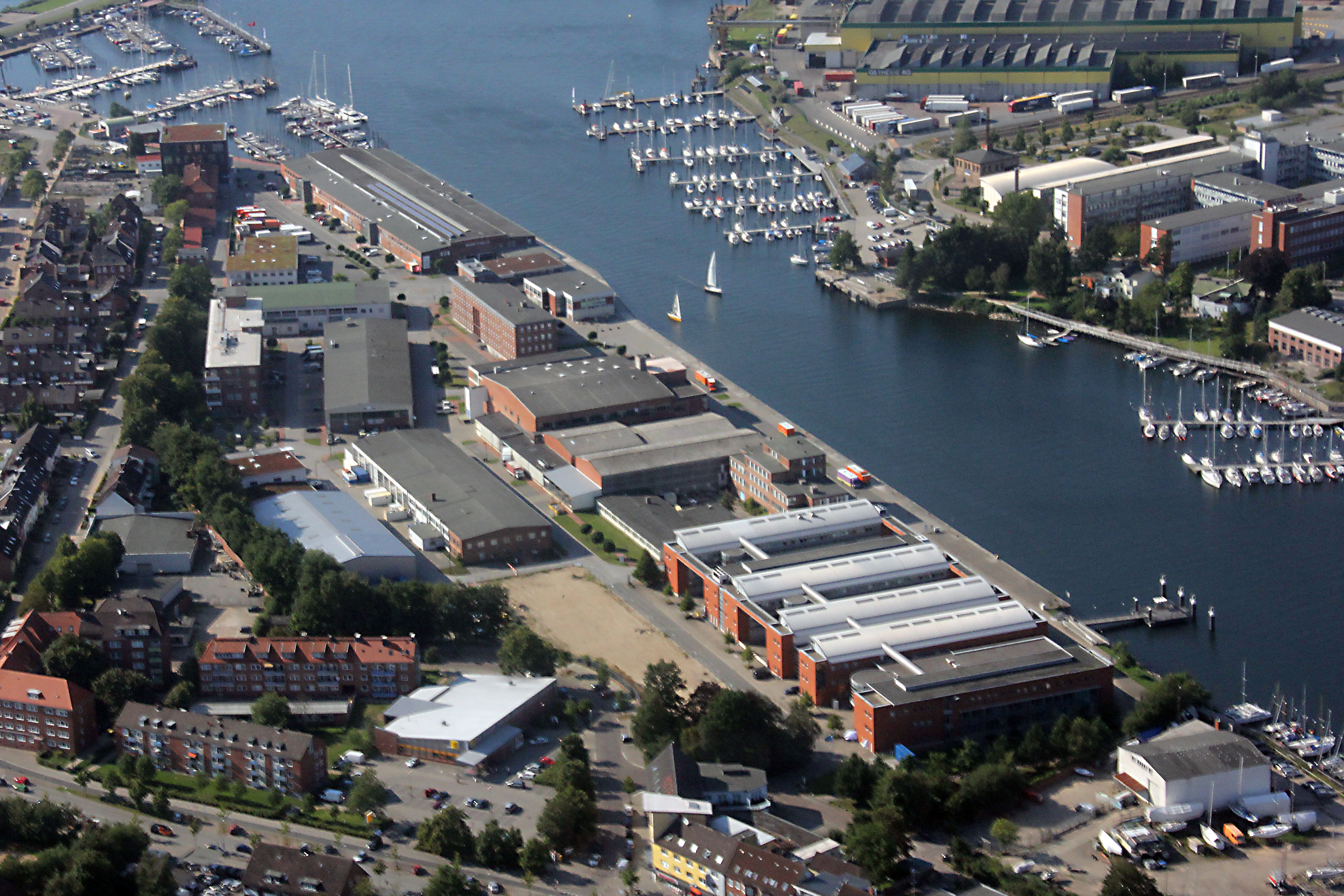
Аэрофотоснимок восточного берега, август 2015 г.

Морские исследования в Киле начались в XIX веке. В 1870 году по просьбе Немецкого рыболовного общества при поддержке прусского министерства земледелия в Киле была основана Прусская комиссия по научным исследованиям немецких морей (нем. Preußische Kommission zur wissenschaftlichen Erforschung der deutschen Meere in Kiel). Первоначально она создала большое количество наблюдательных станций. В 1883 году ее член Виктор Хенсен начал исследовательские поездки по Кильскому заливу для изучения планктона, которые создали биологическую океанографию. Предмет стал курсом обучения при поддержке Института океанографии (нем. Institut für Meereskunde, IFM) и Исследовательского центра морских наук о Земле (нем. Forschungszentrum für marine Geowissenschaften, Geomar), которые впоследствии сформировали союз — IFM-Geomar. В 1902 году комиссия основала «Лабораторию международных морских исследований» (нем. Laboratorium für die internationale Meeresforschung), в которой проводились физические, химические и биологические исследования. Её гидрографический отдел возглавил географ Отто Круммель. До 1938 года исследовательский пароход Рейха «Poseidon» использовался для исследований в Северном и Балтийском морях. В 1937 году зоолог Адольф Ремане основал Кильский институт океанографии. После того, как институт был разрушен во время Второй мировой войны, он был восстановлен при Георге Вюсте и Гюнтере Дитрихе.
В июле 1987 года федеральная земля Шлезвиг-Гольштейн учредила Фонд морских геолого-геофизических исследований (нем. Stiftung für Marine Geowissenschaften, Geomar), публичный фонд для управления исследовательским институтом. Местом расположения его был восточный берег Киля. В то время как Институт океанографии занимался физическими, химическими и биологическими процессами в море и взаимодействием с атмосферой, исследования в Geomar были сосредоточены на геологических, геофизических и геохимических процессах морского дна и взаимодействии с водной толщей.
В 2004 году на базе фонда и интстута (IFM-Geomar) был образован Институт морских наук Лейбница (нем. Stiftung für Marine Geowissenschaften). Как и сегодняшний центр, это было научно-исследовательское учреждение, базирующееся в Киле. Его исследовательская деятельность была сосредоточена на прикладных фундаментальных исследованиях в области океанографии, геологии и метеорологии. Институт был зарегистрирован как фонд земли Шлезвиг-Гольштейн, членом Научной ассоциации Готфрида Вильгельма Лейбница (WGL) и дочерним институтом Университета Христиана Альбрехта в Киле. В 2012 году центр был передан Объединению имени Гельмгольца и с тех пор носит нынешнее название «Центр океанических исследований имени Гельмгольца». Директором центра с 2004 по 2020 год был Питер Герциг.

## Проекты
Направления исследований:
- Течения океана и динамика климата
- Морская биогеохимия
- Морская экология
- Динамика дна океана

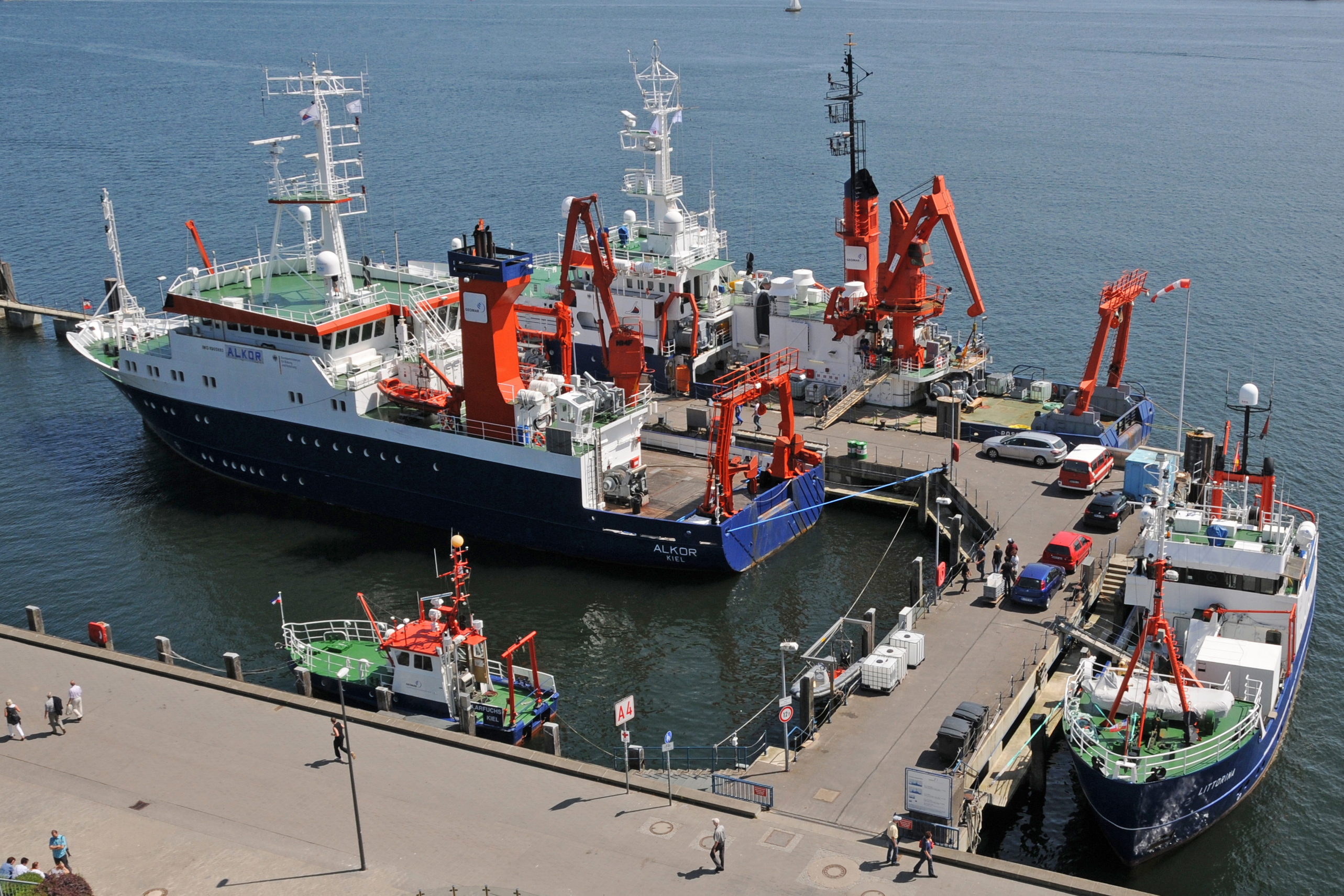
Исследовательские корабли GEOMAR у причала на западном берегу

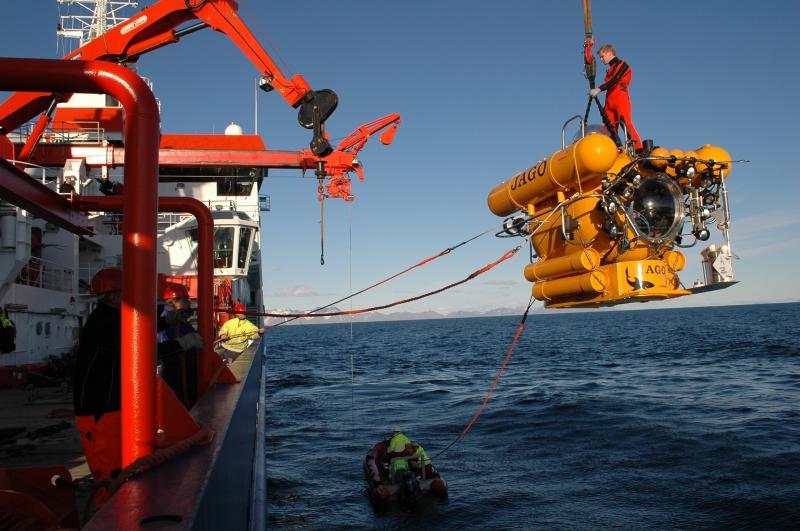
Подводный аппарат Jago, дислоцированный в Geomar, спускается с исследовательского судна MARIA S. MERIAN у берегов Шпицбергена во время экспедиции MSM21/4.

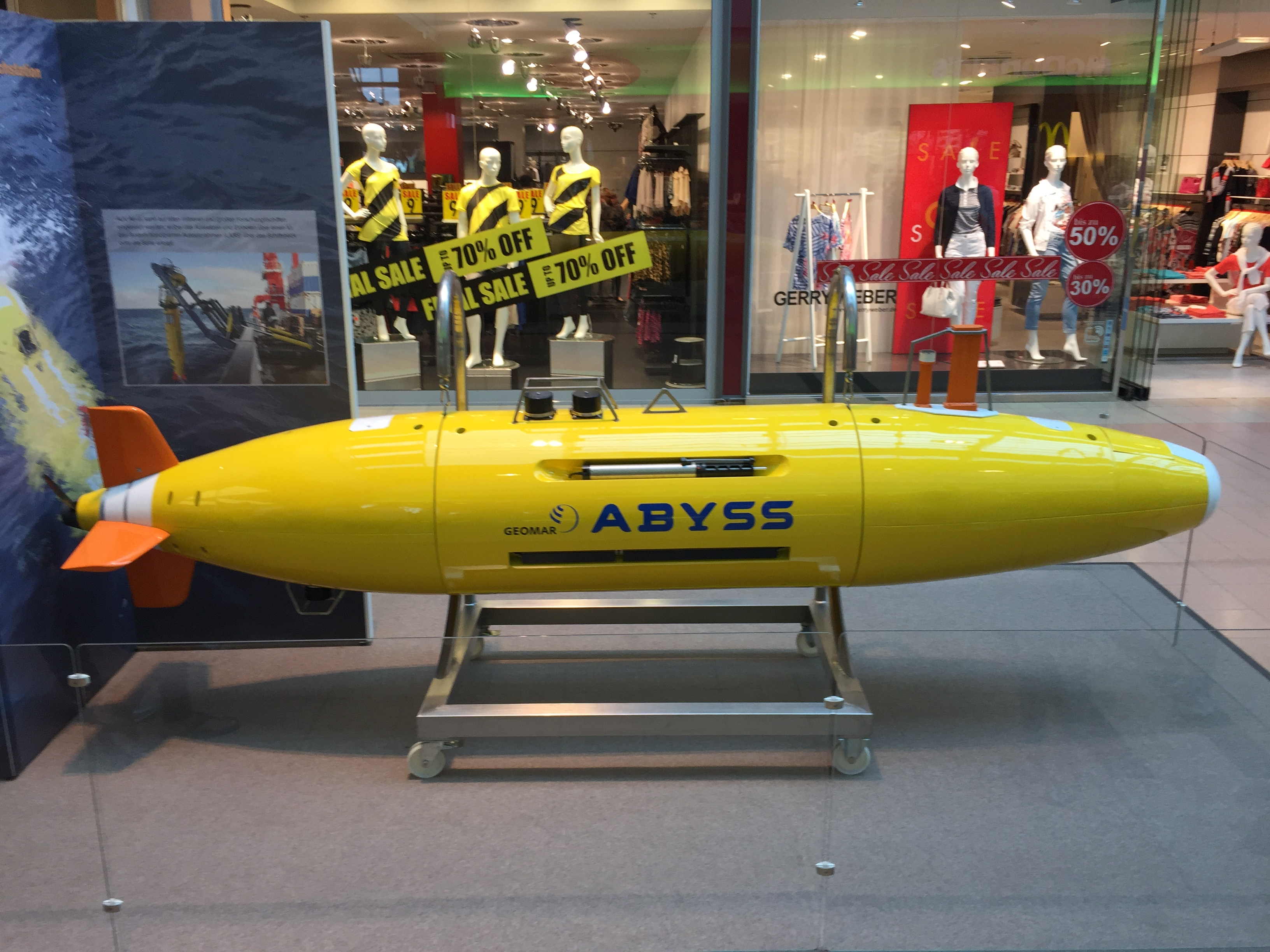
Подводный аппарат ABYSS (полноразмерная модель)

Существуют также крупные фундаментальные и прикладные проекты такие как кластер передового опыта «Океан будущего».

### Исследования
Институт был разделен на четыре центральных направления «Течения океана и динамика климата», «Морская биогеохимия», «Морская экология» и «Динамика дна океана». Также работает Центр совместных исследований «Биогеохимические взаимодействия в тропическом океане» Немецкого научно-исследовательского общества.
В его состав входят научно-исследовательские суда Alkor, Littorina, а также научно-исследовательское судно Polarfuchs и единственное в Германии исследовательское управляемой человеком подводное судно Jago. Центр имеет собственный причал для научно-исследовательских судов  управляет тремя глубоководными роботами: подводным аппаратом с дистанционным управлением ROV KIEL 6000 с максимальной глубиной погружения 6000 метров, автономным подводным аппаратом AUV Abyss и, с января 2011 года, подводным аппаратом с дистанционным управлением ROV PHOCA с максимальной глубиной погружения 3000 метров.

### Преподавание
При центре создана программа GAME (Global Approach By Modular Experiments) для магистрантов. Целью программы является исследование воздействия факторов, влияющих на экосистемы прибрежных районов Земли. С этой целью ежегодно в более чем десяти странах мира параллельно проводятся биолого-океанографические эксперименты или исследования. Цель состоит в том, чтобы использовать как можно более сопоставимые наборы данных, чтобы делать заявления о глобальном развитии определенных областей морской тематики. Мартин Валь разработал программу вместе с исследовательскими партнерами центра. Программа финансируется за счет третьих сторон, спонсоров из гражданского общества и морской отрасли.

## Сотрудничество
Центр делает вклад в различные учебные программы (химия, геология, минералогия и геофизика). В сотрудничестве с Университетом Кристиана Альбрехта (нем. Christian-Albrechts-Universität) в Киле центр обучает студентов по программе бакалавриата «Физика системы Земли: метеорология – океанография – геофизика», а также по англоязычным магистерским программам «Биологическая океанография» и «Физика климата: Метеорология. и физическая океанография».

## Членство
Центр состоит в следующих ассоциациях:
- Немецкий альянс морских исследований
- Немецкий климатический консорциум

## Финансирование
Центр получает основное финансирование 90% от Ассоциации Гельмгольца и 10% страны нахождения. На 2018 год бюджетный план базового финансирования центра закладывал 55 миллионов евро. Центр так же использует и сторонние фонды. В последнее время общий бюджет центра составлял около 80 миллионов евро и штат — около 1000 сотрудников.